# Marianas Trench Marine National Monument

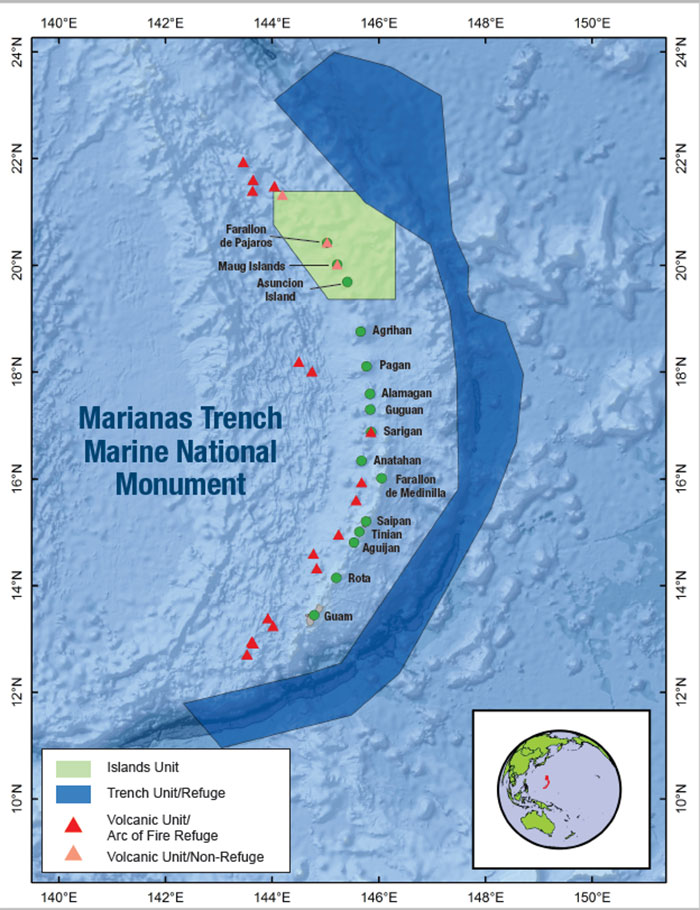
Karte

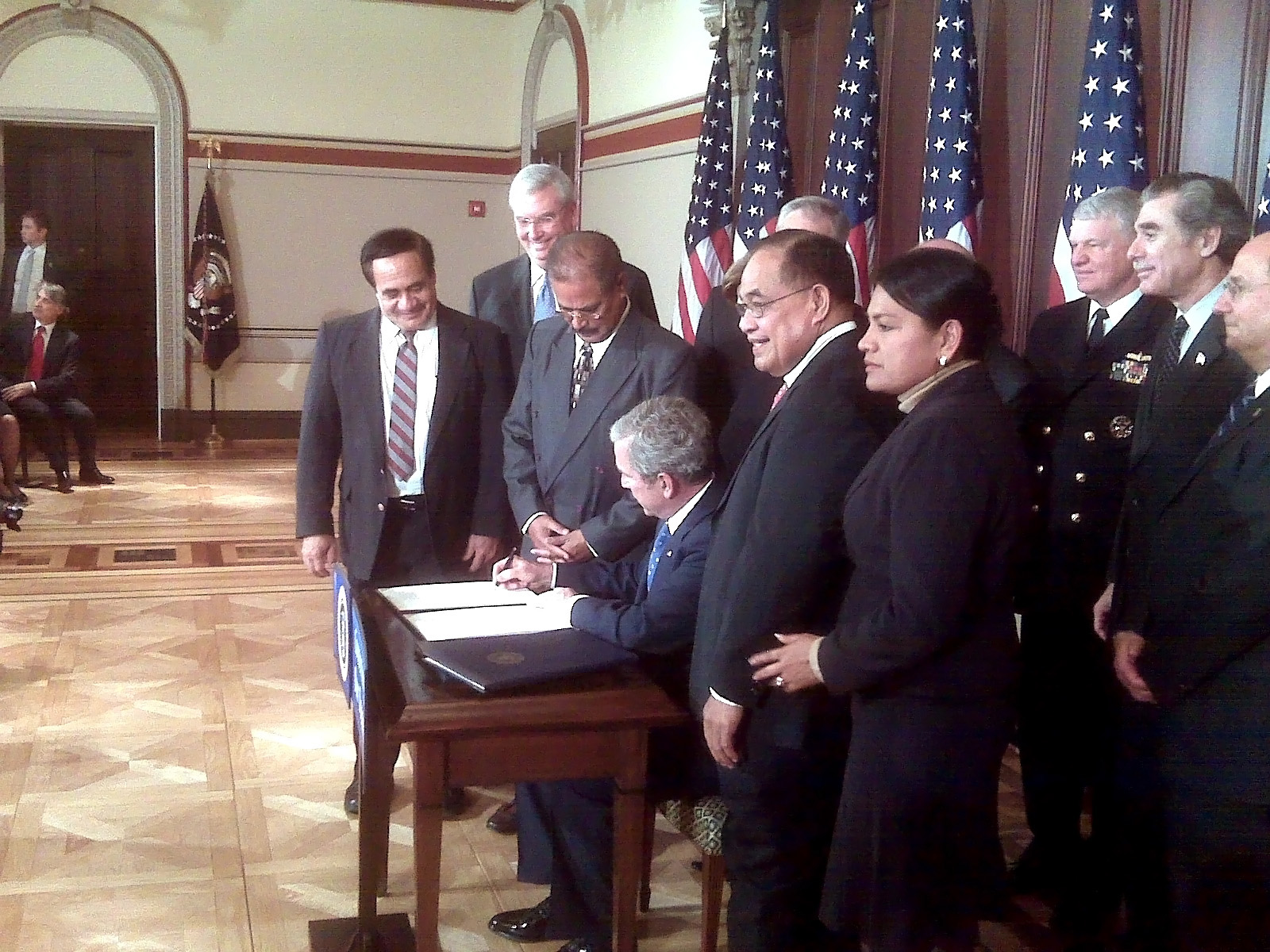
Präsident George W. Bush bei Unterzeichnung der Presidential Proclamation

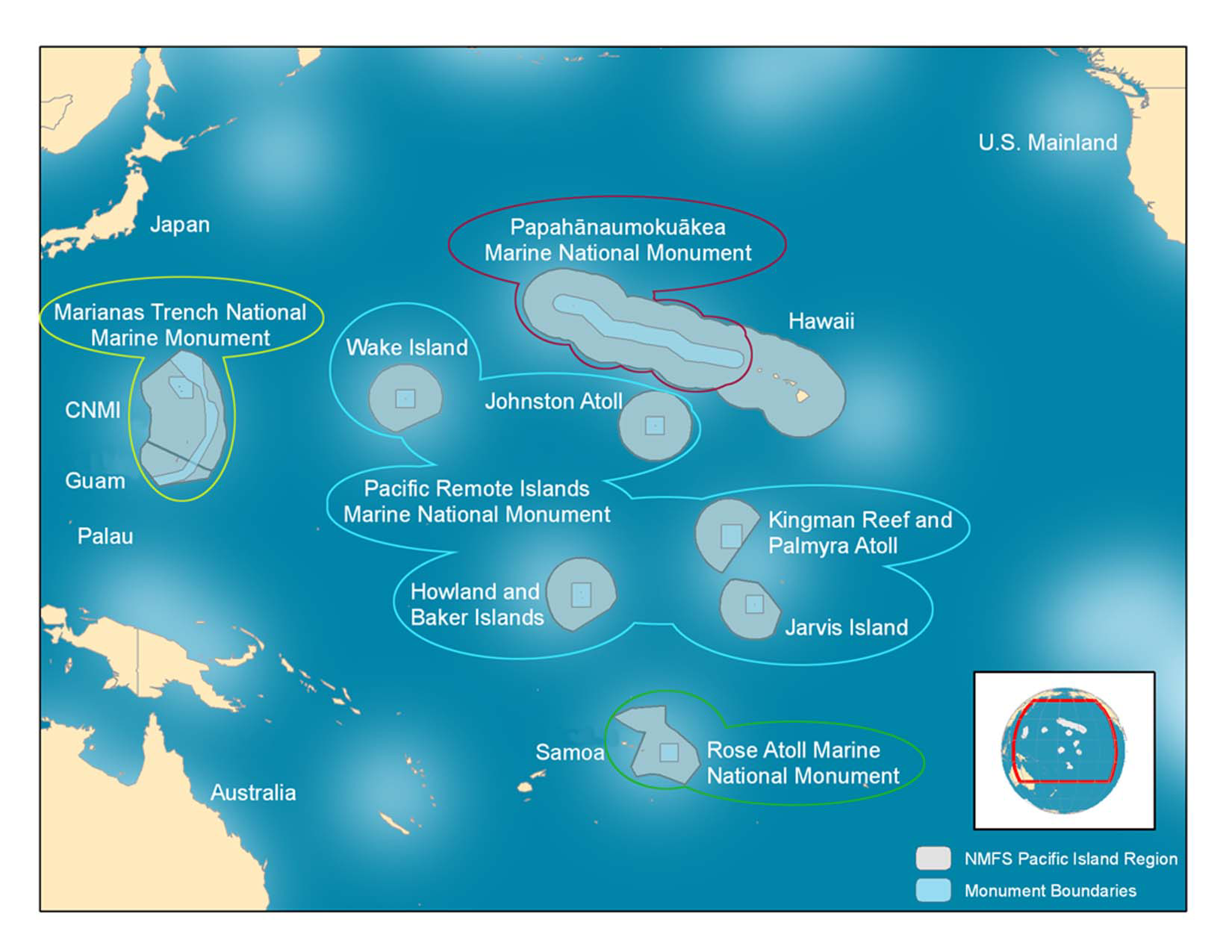
Marianas Trench Marine National Monument links auf Karte

Das Marianas Trench Marine National Monument ist ein US-amerikanisches National Monument auf den Nördlichen Marianen, einem nichtinkorporierten Außengebiet der Vereinigten Staaten im Pazifischen Ozean. Es wurde durch Präsident George W. Bush durch eine Presidential Proclamation am 6. Januar 2009 mit einer Flächengröße von 95.216 Square Miles (246.610 km2) ausgewiesen. Das Schutzgebiet umfasst ausschließlich Unterwassergebiete und unterteilt sich in die drei Teilgebiete Islands Unit, Volcanic Unit und Trench Unit. Das Schutzgebiet wurde zum Schutz des Marianengrabens, von heißen Tiefseequellen, Korallenriffe und als Lebensraum für seltene Meerestiere ausgewiesen. Die Ausweisung hat keine Auswirkung auf Nutzung durch das US-Militär.

## Verwaltung
Das Innenministerium der Vereinigten Staaten, vertreten durch den United States Fish and Wildlife Service, hat die Verantwortung für die Verwaltung mit Ausnahme der Fischerei. Für die Fischerei ist das Handelsministerium der Vereinigten Staaten, vertreten durch National Oceanic and Atmospheric Administration, zuständig.

## Islands Unit
Die drei Teilgebiete Islands Unit, Volcanic Unit und Trench Unit sind extrem unterschiedlich.
Die Islands Unit umfasst die Gewässer und Unterwassergebiete der drei nördlichsten Marianeninseln Farallon de Pajaros, Maug und Asuncion. Dort befinden sich Korallenriff-Ökosysteme. Es kommen Arten wie Haien und Rochen vor. Mehr als 300 Arten von Steinkorallen leben dort. Das Handelsministerium der Vereinigten Staaten vertreten durch National Oceanic and Atmospheric Administration sorgt dafür die kommerzielle Fischerei zu verbieten.

## Volcanic Unit
Die Volcanic Unit umfasst 21 aktive Schlammvulkane und thermische Schlote im Mariana Volcanic arc and Backarc (Marianen Vulkanbogen). Viele Wissenschaftler glauben, dass solche Schlammvulkane und thermische Schlote die ersten Inkubatoren des Lebens auf der Erde gewesen sein könnten. Zur Volcanic Unit gehören die 21 Schlammvulkane und thermische Schlote mit jeweils einer Seemeile um diese. Die Gewässer selbst gehören nicht zum National Monument. Die Volcanic Unit gehört zum National Wildlife Refuge System.

## Trench Unit
Bei der Trench Unit handelt es sich um einen Teil des Marianengrabens, einer Tiefseerinne. Das Schutzgebiet umfasst den Teil des Marianengrabens der in der Ausschließliche Wirtschaftszone bzw. 200-Seemeilen-Zone der USA um die Nördlichen Marianen liegt. Die Trench Unit ist 940 Seemeilen lang und 38 Seemeilen breit. Die tiefste Stelle im National Monument ist das Sirenatief mit 35.151 ft (10.714 m) Tiefe. Die Gewässer selbst gehören nicht zum National Monument. Die Trench Unit gehört ebenfalls zum Nationale Wildlife Refuge System.
Das Challengertief mit 10.984 ± 25 Metern Meerestiefe und das Witjastief 1 mit 11.034 m Meerestiefe, die tiefsten bekannten Stellen der Weltmeere, liegen knapp außerhalb des Schutzgebietes. Beide Bereiche liegen eng beieinander. Spätere Messungen konnten die Tiefe des Witjastief 1 nicht ganz bestätigen.